# Carlos Ponck
Carlos Ponck est un footballeur international cap-verdien né le 13 janvier 1995 à Mindelo. Il joue au poste de défenseur central à l'Hapoël Beer-Sheva.

## Carrière

### En club
Le 27 juillet 2014, il fait ses débuts professionnels avec le SC Farense en coupe de la ligue contre le GD Chaves. Le 29 décembre 2015, il rejoint le Benfica Lisbonne. Il est prêté en janvier 2016 à Paços Ferreira avant son retour au club de Lisbonne où il a joué avec Benfica Lisbonne B.
Le 31 août 2016, il est prêté au CD Aves avant de signer pour quatre ans la saison suivante. Lors de la saison 2019-2020, il s'est engagé avec İstanbul Başakşehir.

### En sélection
Il joue son premier match international le 28 mars 2017 lors d'une rencontre amicale gagné (2-0) contre le Luxembourg.

## Palmarès
| CD Aves - Coupe du Portugal (1) : - Vainqueur 2017-18. |  | İstanbul Başakşehir - Championnat de Turquie (1) : - Champion : 2019-20. |